# Symphodus cinereus
Symphodus cinereus is een straalvinnige vissensoort uit de familie van de lipvissen (Labridae). De wetenschappelijke naam van de soort is voor het eerst geldig gepubliceerd in 1788 door Pierre Joseph Bonnaterre.